# テクニカル上場
テクニカル上場（テクニカルじょうじょう）とは、既存上場企業が株式移転や株式交換による完全子会社となる場合や、上場企業が非上場企業に吸収合併されて解散する場合に、上場企業の法人格が変更・消滅しても事業の実態が存続すると認められる場合に、存続会社または親会社の株式について、簡易な手続きにより上場を認める制度。

## 概要
ただし、上場企業が実質的な存続会社と認められない場合（裏口上場）は、「合併等による実質的存続性喪失に係る上場廃止基準」により、新規上場に準じた審査を受けるための猶予期間に入り、不適当とされる場合は上場廃止となる。
定義上は、上述したように上場会社の株式移転に伴う、新設の持株会社の上場も「テクニカル上場」の1つではあるが、下記事例にあるように、通常は逆に事業会社が上場企業たる持株会社を吸収合併し、代わって上場会社になるケースをさすことが一般的である。因みに、銀行(金融機関)のテクニカル上場事例が多いのは、持株会社を存続会社とした場合、銀行業免許を存続会社が再取得しなければならないため、テクニカル上場の手続きよりも煩雑化する恐れが高いためである(金融機関以外の一般企業の場合は、テクニカル上場ではなく、上場維持を目的に持株会社を存続会社として、事業会社化するケースがほとんど)。

## 事例

### 金融機関
- きらやか銀行 - 山形しあわせ銀行(非上場会社)との経営統合・きらやかホールディングス設立に伴い、当時の殖産銀行が東証2部上場廃止となったが、殖産銀行が山形しあわせ銀行を吸収合併し、きらやか銀行が発足後、きらやかHDを吸収合併し、存続会社のきらやか銀行が（殖産銀行の法人格を継承しているため）再上場となった。ただし、仙台銀行との経営統合、じもとホールディングスの設立・東証1部上場に伴い、2012年9月26日付で、きらやか銀行の東証2部上場が廃止。じもとHDは、2022年4月4日より、東証スタンダードに移行している。
- 北洋銀行 - 札幌銀行との経営統合・札幌北洋ホールディングス設立に伴い、東証1部・札証の上場廃止。その後札幌銀行を吸収合併したが、2012年10月1日付で、札幌北洋を吸収合併したため、再上場（東証1部・札証とも）。
- 紀陽銀行 - 和歌山銀行との経営統合・紀陽ホールディングス設立に伴い、東証1部の上場廃止。その後、和歌山銀行を吸収合併したが、2013年10月1日付で、紀陽HDを吸収合併したため、再上場。
- GMOクリックホールディングス（現・GMOフィナンシャルホールディングス） - ジャスダック上場会社であったFXプライムbyGMOを株式交換完全子会社とする株式交換により、親会社となる非上場会社であったGMOクリックホールディングス株式はテクニカル上場により、2015年4月1日に上場した。ただし、上述の銀行での事例とは異なり、法人格異動が伴っていないため、その性質は異なる。

### 金融機関以外
- サークルKサンクス（現・ファミリーマート） - (3代目)サークルケイ・ジャパンが、持株会社であったシーアンドエス(2代目の「サークルケイ・ジャパン」)とシーアンドエス子会社のサンクスアンドアソシエイツの2社を吸収合併。上場会社のシーアンドエスが消滅会社となったため、存続会社となった(3代目)サークルケイ・ジャパン改めサークルKサンクスが代わって新規上場した。ユニーグループ・ホールディングスの傘下入りに備え、2012年に上場廃止となった。なお、2016年9月1日付で、ユニーグループ・ホールディングスが、（旧）ファミリーマートに吸収合併され、それまでのファミリーマートがユニー・ファミリーマートホールディングスへ移行したことに伴い、旧・ファミリーマートの事業を吸収分割で承継したため、当社の商号が株式会社サークルKサンクスから株式会社ファミリーマートに社名変更された。
- JFE商事 - JFEホールディングスの中核事業子会社の一つ。同グループにおける商社機能の強化を目的とした子会社集約（JFE商事が旧JFE商事HDを吸収合併）を受け、約半年間と暫定的ながらも2012年4月1日付でのテクニカル上場を実施。なお、半年後の同10月1日をもってJFEHDにより完全子会社化。
- マルハニチロ - 旧・マルハ（後の、マルハニチロ水産）が、株式移転方式により、マルハグループ本社（後に、ニチロ(→マルハニチロ食品)との株式交換により、マルハニチロホールディングス）を設立したことに伴い、上場廃止となったが、マルハニチロ水産がマルハニチロHDおよび同社子会社3社とマルハニチロ食品の子会社であるアクリフーズを2014年4月1日付で吸収合併し、社名変更に伴い再上場とともにテクニカル上場を実施。HDを存続会社としなかったのは、水産が手掛ける船舶部門などの継承作業の簡略化を理由としており、上場維持のためのHD存続作業を行うよりも結果的に煩雑化するためとしている。